# Cotton Plant
Cotton Plant is een plaats (city) in de Amerikaanse staat Arkansas, en valt bestuurlijk gezien onder Woodruff County.

## Demografie
Bij de volkstelling in 2000 werd het aantal inwoners vastgesteld op 960.
In 2006 is het aantal inwoners door het United States Census Bureau geschat op 875, een daling van 85 (-8,9%).

## Geografie
Volgens het United States Census Bureau beslaat de plaats een oppervlakte van
2,7 km², geheel bestaande uit land. Cotton Plant ligt op ongeveer 59 m boven zeeniveau.

## Plaatsen in de nabije omgeving
De onderstaande figuur toont nabijgelegen plaatsen in een straal van 24 km rond Cotton Plant.

## Geboren
- Rosetta Nubin (1915-1973), zangeres, componist en gitarist, bekend geworden als Sister Rosetta Tharpe